# Diamesa reissi
Diamesa reissi är en tvåvingeart som beskrevs av Serra-tosio 1977. Diamesa reissi ingår i släktet Diamesa och familjen fjädermyggor. Inga underarter finns listade i Catalogue of Life.